# Чесапикско-Огайский канал
Чесапикско-Огайский канал (англ. Chesapeake and Ohio Canal) — бывший канал в штате Мэриленд США.

## Описание
Бывший водный путь, простирающийся на 297 км (184,5 миль) вдоль восточного берега реки Потомак между Вашингтоном, округ Колумбия, и Камберлендом в западном Мэриленде. Начатый в 1828 году, канал был предназначен для обеспечения дешёвой транспортировки между атлантическими морскими портами и Средним Западом через реку Потомак. Однако он сразу же столкнулся с конкуренцией со стороны канала Эри, и дальнейшее строительство было прекращено в 1850 году после того, как канал достиг Камберленда. С 1840-х годов канал также столкнулся с жёсткой конкуренцией со стороны железной дороги Baltimore and Ohio Railroad, которая смогла купить водный путь в 1894 году. Канал был куплен в 1938 году правительством США и был восстановлен как часть системы национальных парков; он стал национальным историческим парком в 1971 году.